# Anahim Peak
Der Anahim Peak, auch Anaham, ʔAnaghim oder Anaheim geschrieben, ist ein 1897 m hoher Vulkankegel im Anahim-Vulkangürtel in der kanadischen Provinz British Columbia.

## Geographie
Der Anahim Peak liegt 39 km nordwestlich des Anahim Lake und 11 km östlich des Tsitsutl Peak. Er entstand, als die Nordamerikanische Platte sich über einen Hotspot schob, der dem ähnlich ist, der die Vulkane der Hawaii-Inseln speist und als Anahim Hotspot bezeichnet wird. Der Anahim Peak ist einer von mehreren Vulkanen des Anahim-Vulkangürtels, die nur für sich stehen; er ragt zwischen der Rainbow Range und der Ilgachuz Range nahe den Quellen des Dean River aus dem Chilcotin Plateau.

## Name
Der Name des Anahim Peak in der Carrier-Sprache lautet Bes But'a (dt. „Obsidian-Berg“). Die Tsilhqot'in First Nations nennen den Berg Bis Nadiʔah (dt. auch „Obsidian-Berg“),  oder Tŝi-bis Gunlin Xadalgwenlh (dt. „Berg, an dem es Obsidian gibt“). Das Wort bes (bis in Tŝilhqot’in) ist als „beece“ anglisiert, ein anderes Wort für Obsidian und auch eine frühe Bezeichnung für den Berg. Der Name Anahim ist der von Chief Anahim, einem Anführer der Tsilhqot'in in der Mitte des 19. Jahrhunderts.
In der Sprache der Nuxalk (ItNuxalkmc) lautet der Name des Anahim Peak Anuxim, was etwa „aus dem Inneren heraus leuchten“ bedeutet. In der ursprünglichen Sage über den mount Nusq'lst ist der Berg Anuxim der Vater von Tl'isla, der Frau des Berges Nusq'lst.

## Gebiet und Geschichte
Der Anahim Peak war eine bedeutende Quelle für Obsidian für die Völker der Nuxalk, der Tsilhqot'in und der Dakelh. Obsidian war aufgrund der extrem scharfen daraus gefertigten Pfeilspitzen und Messer sehr begehrt. Er wurde auch für Schmuck verwendet. Der Anahim-Obsidian wurde im gesamten British Columbia Interior und entlang der Küste um Bella Coola gehandelt. Roter Ocker, der auch aus diesem Gebiet stammte, wurde für die Malerei und Dekorationen verwendet. Der Anahim Peak liegt nicht weit von der kleinen Gemeinde Anahim Lake entfernt.